# Torchy's Millions
Torchy's Millions è un cortometraggio muto del 1920 interpretato da Johnny Hines e Dorothy Mackaill. Non sono accreditati né regista né sceneggiatori.
Dal 1920 al 1922, Johnny Hines girò oltre una ventina di cortometraggi che avevano come protagonista il personaggio di Torchy.
La Mackaill era una ballerina inglese che, approdata a Broadway, era diventata una delle bellissime ragazze di Ziegfeld. Aveva poi intrapreso la carriera cinematografica iniziando proprio con i cortometraggi della serie Torchy, girati insieme a Hines.
Nella pellicola, in un piccolo ruolo di comparsa, appare - non accreditata - anche una giovane Norma Shearer in uno dei primissimi film della sua carriera.

## Produzione
Il film fu prodotto dalla Master Films.

## Distribuzione
Distribuito dall'Educational Film Exchanges, il film uscì nelle sale cinematografiche USA il 3 ottobre 1920.